# 技術評価応用庁
技術評価応用庁（ぎじゅつひょうかおうようちょう、インドネシア語: Badan Pengkajian dan Penerapan Teknologi、 BPPT）は、1974年1月28日に設立され、インドネシアにおいて必要とされる科学および技術の評価、その応用を図る政府機関。
初代（1974-1998年）長官はユスフ・ハビビ（後にインドネシア第3代大統領になった）。2006年までは、研究・技術担当国務大臣がBPPT長官を兼務していた。

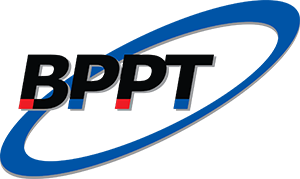
BPPT

## ミッション
- 業界の競争力を向上させる
- 技術分野におけるコミュニティ開発エージェントとしてBPPTを達成する。
- 技術評価の方針と実施を開発する。
- 主要な技術の中心地および優秀な人材としてのBPPTの開発